# 第7師管
第7師管（だいななしかん）は、1873年から1888年までと、1894年から1940年まであった日本陸軍の管区で、当時7から18あった師管の一つである。設置から1877年までは北陸地方、1888年までは近畿地方にある鎮台制の師管、1894年からは北海道にある師団制の師管で、制度・地域とも別ものである。1940年に旭川師管に改称した。

## 鎮台制の第7師管

### 新潟を除く北陸地方 (1873 - 1885)、歩兵第7連隊
はじめて師管が置かれたのは、鎮台配置から2年後の1873年（明治6年）1月、鎮台条例改定による。6つの軍管のうち、名古屋鎮台が管轄する第3軍管が、第6師管と第7師管を包括した。第7師管は金沢を営所としており、その地名から金沢師管とも呼ばれた。第7師管には、本営の金沢のほか、七尾と福井に分営を置くことが定められた。
- 1873年1月 - 1885年5月の管区
  - 第3軍管
    - 第6師管（名古屋師管）
    - 第7師管（金沢師管）

### 近畿地方の大部分 (1885 - 1888)、歩兵第7旅団
1885年（明治18年）5月18日制定・公布の太政官第21号で鎮台条例の改正があり、師管の番号が振りなおされた。その結果、旧第7師管の区域は新しい第6師管に引き継がれ、旧第8師管の区域が新しい第7師管に引き継がれた。新第7師管は摂津国の南部4区2郡（大坂の東区・西区・南区・北区と東成郡・住吉郡）、紀伊国のうち南牟婁郡と北牟婁郡を除く大部分、山城国、大和国、河内国、和泉国、近江国、伊賀国である。現在の都道府県でいうと、奈良県・滋賀県・和歌山県の全体、京都府の南部、大阪府のうち北部を除く大部分、三重県の伊賀市と名張市である。
第7師管には大阪鎮台と歩兵第7旅団の司令部があり、歩兵第8連隊と歩兵第20連隊が大坂に、歩兵第9連隊が大津に、そして砲兵第4連隊・騎兵第4連隊・工兵第4大隊・輜重兵第4大隊が大坂に、と第4軍管の兵力の大部分が所在していた
- 1885年5月 - 1888年4月30日 の管区
  - 第4軍管
    - 第7師管
    - 第8師管

### 第7師管の廃止
1888年に、鎮台が廃止されて師団制が施行されることになり、明治21年勅令第32号（5月12日制定、14日公布）で、陸軍管区は軍管 - 師管の2階層から師管 - 旅管 -大隊区の3階層に変わった。このとき旧第7師管の区域は、新しい第7旅管に引き継がれた。。
7つの軍管のうち第1から第6は、同じ番号でほぼ同じ地域の第1から第6師管に引き継がれた。しかし、第7軍管だけは継承されず、その管区である北海道は東北の第2軍管に入れられた。もともと第7軍管は対応する鎮台を持たず、徴兵令の適用を除外されていて、管区業務の実態がなかった。結果として、この改正で第7師管はなくなった。

## 師団制の第7師管

### 第7師管の設置
第7師管は、日清戦争中の1894年10月、明治27年勅令177号（10月16日制定、19日公布）で設けられた。範囲は北海道で、かつての第7軍管をほぼ継承した。師管は2つの旅管とその下にある8つの大隊区に分けられた。戦争中に陸軍は第7師団を臨時編成しており、この師団を戦後に常置することを予定しての師管設置であった。
- 第7師管（1894年10月19日 - 1897年3月31日）
  - 第13旅管
    - 札幌大隊区
    - 函館大隊区
    - 空知太大隊区
    - 天塩大隊区

  - 第14旅管
    - 根室大隊区
    - 釧路大隊区
    - 十勝大隊区
    - 浦河大隊区

### 第7師管と第7師団の関係
師団制の師管は、同じ番号の師団のための徴兵と密接に結びついており、師団の兵士は同じ番号の師管に戸籍を持つ男子から徴集されるのが原則であった。だが、明治時代の北海道は人口が少なく、1個師団の定員を満たすことができなかった。そこで、内地、特に東北地方と関東地方の師管で徴兵された兵士を第7師団に入れた。別に、近衛師団は全国の師管から選抜された兵士で編成されることになっており、それは第7師管も例外ではなかった。
師管はまた国内反乱鎮圧と、外国の侵攻に対して出動する師団の担任地域でもある。第7師団は北のロシアに対する防衛上重要であった。

### 北海道 (1894 -1924)
1896年の明治29年勅令第24号（3月14日制定、16日公布）によって、旅管と大隊区が廃止され、連隊区が設けられた。第7師管は4つの連隊区で構成されることになった。
- 第7師管（1897年4月1日 - 1898年3月31日）
  - 札幌連隊区
  - 函館連隊区
  - 根室連隊区
  - 十勝連隊区

1898年、明治31年勅令第34号と第35号（3月5日制定、8日公布、4月1日施行）により、根室と十勝の連隊区は廃され、かわりに旭川連隊区と釧路連隊区が置かれた。
- 第7師管（1898年4月1日 - 1903年2月13日）
  - 札幌連隊区
  - 函館連隊区
  - 旭川連隊区
  - 釧路連隊区

1903年、明治36年勅令第13号（2月13日制定、14日公布）で、ふたたび旅管が設置された。
- 第7師管（1903年2月14日 - 1924年5月6日）
  - 第13旅管
    - 札幌連隊区
    - 函館連隊区

  - 第14旅管
    - 釧路連隊区
    - 旭川連隊区

1924年、大正13年軍令陸第4号（5月5日制定、7日公布）により、旅管が廃止されてもとにもどった。
- 第7師管（1924年5月7日 - 1940年7月31日）
  - 札幌連隊区
  - 函館連隊区
  - 旭川連隊区
  - 釧路連隊区

### 北海道と樺太 (1924 - 1940)
旅管廃止からまもなく、大正13年軍令陸第7号（5月21日制定、23日公布、8月1日施行）により、第7師管の旭川連隊区に樺太が含められた。樺太（南樺太）は1905年のポーツマス条約によって日本の領土となったが、このときまでどこの師管にも属さなかったのである。連隊区の構成は変わらなかった。
師団制下の第7師管の境界変更は、これが唯一である。頻繁に境界変更があった本州・四国・九州の師管とは対照的である。

## 旭川師管・師管区への改名と廃止 (1940 - 1945)
全国の師管の名称は、1940年8月1日に、昭和15年軍令陸第20号（7月24日制定、26日公布、8月1日施行）によって、番号をやめて地名をとった。第7師管はなくなり、旭川師管に引き継がれた。さらに1945年には旭川師管区に改編された。8月の敗戦とともに師管区の意義は失われ、翌1946年に法令上も廃止された。